# ليندسي مارشال
ليندسي مارشال (مواليد 16 يونيو 1978) هي ممثلة إنجليزية، أشتهرت لدورها في فيلم الساعات.

## روابط خارجية
- ليندسي مارشال على موقع IMDb (الإنجليزية)
- ليندسي مارشال على موقع ألو سيني (الفرنسية)
- ليندسي مارشال على موقع أول موفي (الإنجليزية)
- ليندسي مارشال على موقع قاعدة بيانات الأفلام السويدية (السويدية)
- ليندسي مارشال على موقع قاعدة بيانات الفيلم (الإنجليزية)
- ليندسي مارشال على موقع كينوبويسك (الروسية)